# Fidgeting

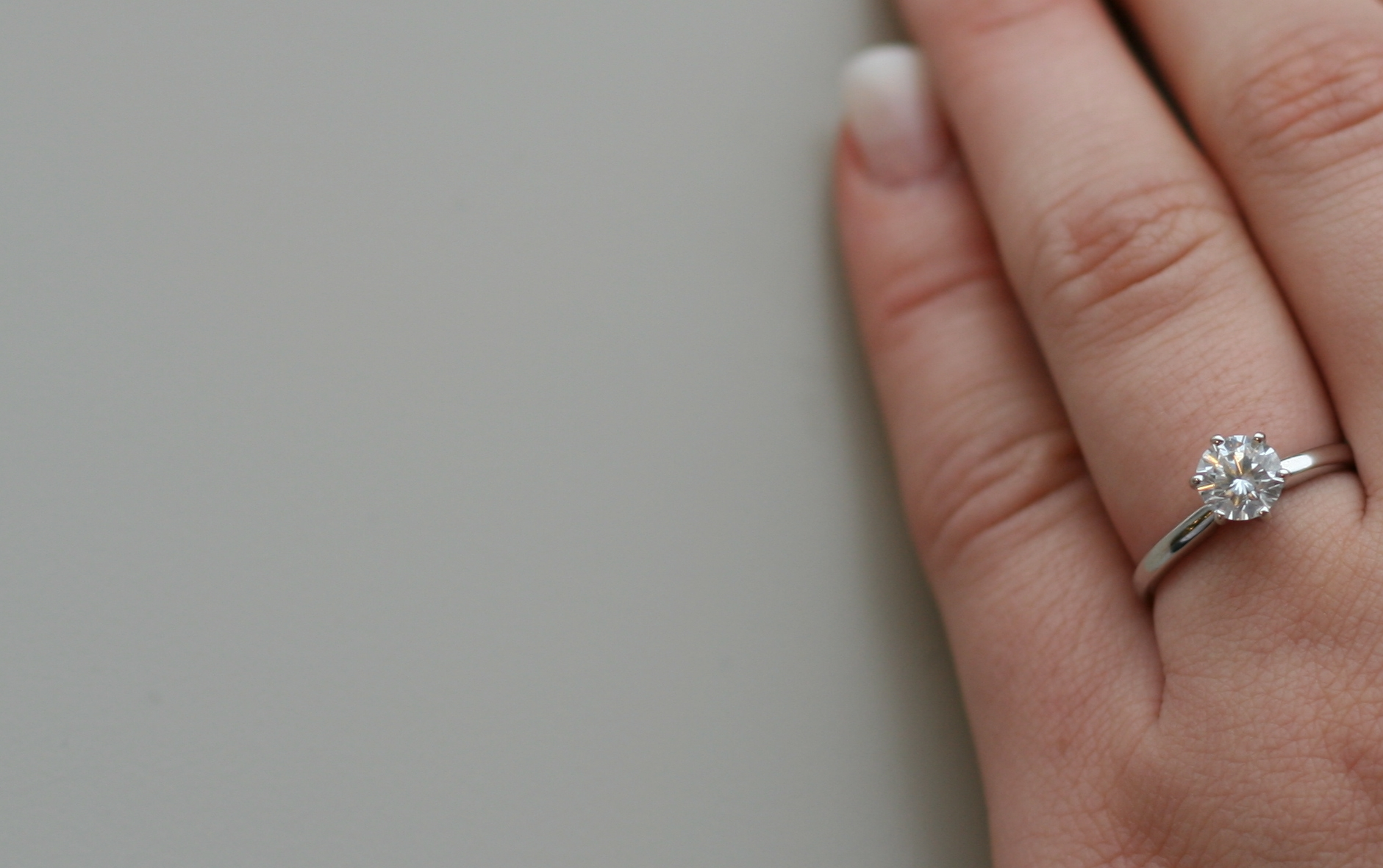
Un anillo como un anillo de boda o de compromiso es usado comúnmente como fidget

Fidgeting es el término inglés para el acto de moverse de una manera que no es (socialmente reconocida) esencial para las tareas o eventos en curso. 
Sin embargo, el acto mismo del fidgeting ayuda a las personas en situaciones de estrés, con trastornos del espectro autista o TDAH a concentrarse mejor. El término no tiene una traducción exacta al castellano, a los objetos foco de estas acciones se los denomina fidget.
Fidgeting puede implicar jugar con los dedos, cabello u objetos personales (por ejemplo, anteojos, bolígrafos o prendas de vestir). Fidgeting se usa comúnmente para las actividades inconscientes o inexplicables y los movimientos posturales que las personas realizan mientras están sentadas. Un acto común de Fidgeting es hacer rebotar la pierna repetidamente. Los anillos son otro foco común de fidgeting; las variaciones incluyen girar el anillo, girar o rodar a lo largo de una mesa.

## Causas y efectos

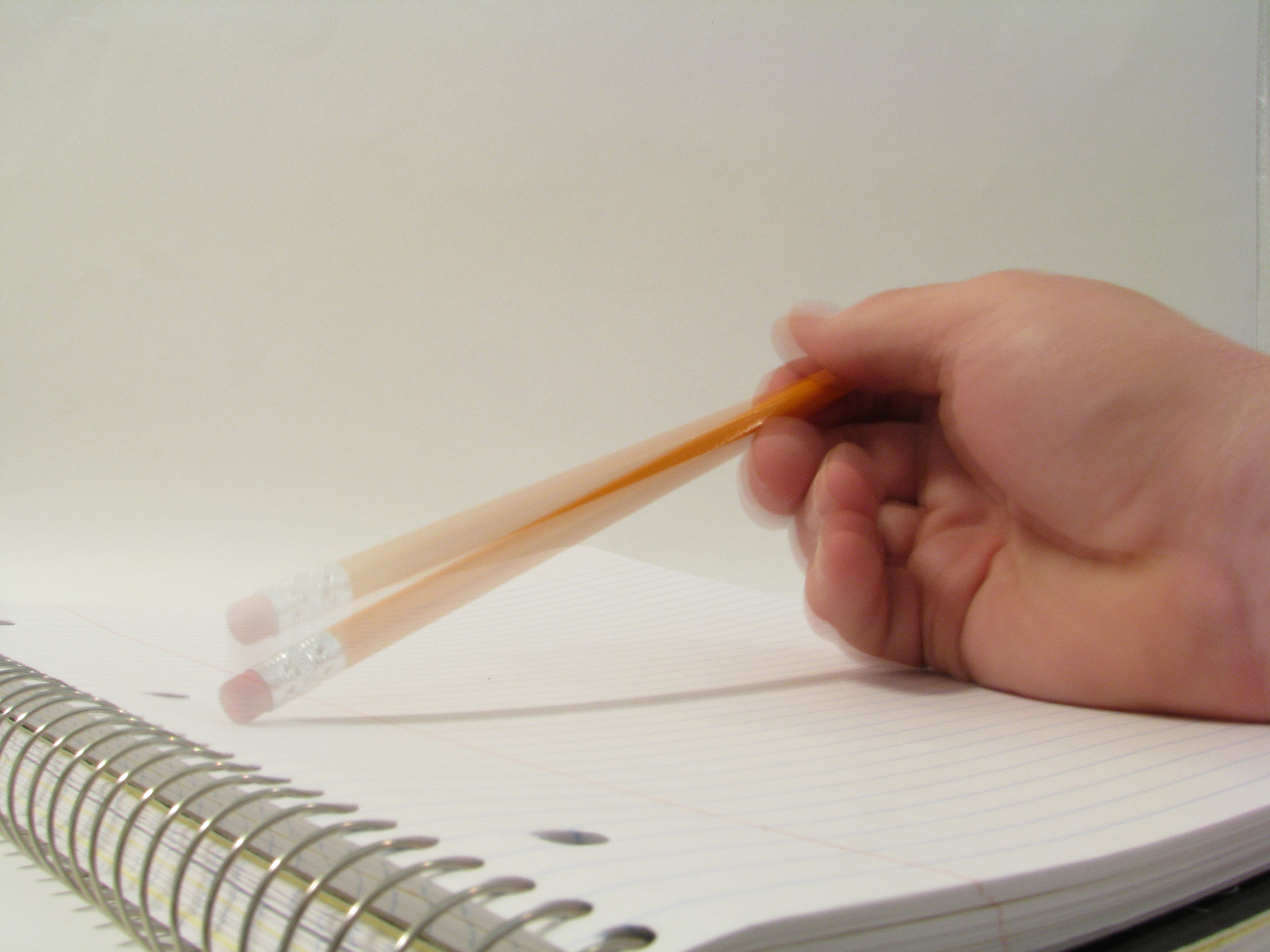
Agitar un bolígrafo mientras se piensa es una forma común de fidgeting.

El Fidgeting puede ser el resultado de nerviosismo, frustración, agitación, aburrimiento, TDAH, excitación o una combinación de estos.
Cuando está interesado en una tarea, una persona sentada suprimirá su inquietud, un proceso descrito como inhibición del movimiento no instrumental. Algunos investigadores en educación consideran que el fidgeting, junto con el ruido, son signos claros de falta de atención o de baja calidad de las conferencias, aunque los educadores señalan que la participación activa puede tener lugar sin dirigir constantemente la atención al instructor (es decir, la participación y la atención están relacionadas pero no son equivalentes). El fidgeting es a menudo un acto subconsciente y se incrementa cuando la mente no está concentrada. Algunos investigadores han propuesto que el fidgeting no solo es un indicador de disminución de la atención, sino que también es un intento subconsciente de aumentar la excitación para mejorar la atención. Si bien la falta de atención está fuertemente asociada con un aprendizaje deficiente y una memoria deficiente de la información, la investigación de la Dra. Karen Pine y sus colegas encontró que los niños a los que se les permite mover las manos se desempeñan mejor en las pruebas de memoria y aprendizaje. 
El fidgeting se considera un hábito nervioso, aunque tiene algunos beneficios subyacentes. Las personas que lo realizan con regularidad tienden a pesar menos que las personas que no se inquietan porque queman más calorías que las que permanecen quietas, lo que se denomina termogénesis por actividad sin ejercicio (NEAT). Se ha informado que estar inquieto quema alrededor de 350 calorías adicionales por día, lo que podría sumar entre 4 y 13,5 kilogramos al año. 
El fidgeting puede ser el resultado de la genética y algunos nacen con una propensión a ello. El fidgeting también puede ser un signo médico, como se ve en el hipertiroidismo. Los pacientes con hipertiroidismo pueden estar inquietos, agitarse fácilmente, mostrar temblores finos y tener problemas para concentrarse. 

## Fidgets
Hay varios dispositivos que tienen como objetivo ayudar al fidgeting, incluidos cubos, fidget spinners, kururin, y bolígrafos. Estos "juguetes inquietos" generalmente están destinados a ayudar a los estudiantes con autismo o TDAH a concentrarse mejor, y vienen con una variedad de botones e interruptores con los que el usuario puede jugar.